# Brotherhood of Man
Brotherhood of Man je britanski pop sastav najpoznatiji po tome što je 1976. godine kao predstavnik Ujedinjenog Kraljevstva pobijedio na Pjesmi Eurovizije 1976. s pjesmom  "Save Your Kisses for Me" koja se smatra jednom od najuspješnijih i najpopularnijih pjesmi u povijesti Eurosonga.
Sastav je osnovao 1969. tekstopisac i glazbeni producent Tony Hiller, a sljedeće godine su postali popularni s pjesmom "United We Stand". Godine 1974. postaju kvartet, i to u sastavu u kojem su bili najpopularniji. Uživali su veliku popularnost u Europi, a vrhunac postižu kroz tri godine nakon eurovizijskog trijumfa.
Članovi sastava su se neko vrijeme razišli, ali se i ponovno sastali te povremeno izvode koncerte diljem Europe i u Britaniji, gdje je povremeno izdaju albume.

## Članovi
Brotherhood of Man I (1969. – 1972.)
- John Goodison (1969. – 70.)
- Tony Burrows (1969. – 71.)
- Roger Greenaway (1969. – 71.)
- Sue Glover (1969. – 72.)
- Sunny Leslie (1969. – 72.)
- Hal Atkinson (1971. – 72.)
- Russell Stone (1971. – 72.)

Brotherhood of Man II (1972.-)
- Martin Lee (1972.–)
- Lee Sheriden (1972–81., 1986.–)
- Nicky Stevens (1972.–)
- Sandra Stevens (1973.–)
- Barry Upton (1982. – 84.)

## Diskografija
- United We Stand (1970.)
- We're the Brotherhood of Man (1972.)
- The World of the Brotherhood of Man (1973.)
- Good Things Happening (1974.)
- Love and Kisses (1976.)
- Oh Boy! (1977.)
- Images (1977.)
- B for Brotherhood (1978.)
- Twenty Greatest (1978.)
- Higher Than High (1979.)
- Singing a Song (1979.)
- Good Fortune (1980.)
- Sing 20 Number One Hits (1980.)
- 20 Disco Greats / 20 Love Songs (1981.)
- Lightning Flash (1983.)
- The Butterfly Children (1992.)
- Greenhouse (1997.)
- The Seventies Story (2002.)

## Vanjske poveznice
- Brotherhood of Man Official Website
- Tony Hiller Official Website